# Kaman KSA-100
Der Kaman KSA-100 SAVER war der Prototyp eines faltbaren Einpersonen-Tragschraubers des US-amerikanischen Herstellers Kaman Aerospace Corporation. SAVER stand als Abkürzung für Stowable Aircrew Vehicle Escape Rotorseat (faltbarer Fluchtrotorsitz). Das Gerät sollte als Rettungs- bzw. Notausstiegshilfe auf Wunsch der US Navy entwickelt werden und in Flugzeugen mitgeführt werden, um nach einer Notlandung oder Ausstieg per Schleudersitz das Kampfgebiet schnell verlassen zu können.
Kaman entwarf und entwickelte den Prototyp ab 1970; der erste ungefesselte Flug fand Anfang 1972 statt. Angetrieben wurde das Gerät durch ein kleines Strahltriebwerk, das den Vortrieb lieferte. Der Rotor geriet durch die vorbeiströmende Luft in Drehung und lieferte so den Auftrieb.

## Technische Daten
| Kenngröße             | Daten                                  |
| --------------------- | -------------------------------------- |
| Besatzung             | 1                                      |
| Rotordurchmesser      | 4,27 m (Flugzustand) 1,22 m (verstaut) |
| Rotorblattbreite      | 16,5 cm                                |
| Leermasse             | 210 kg                                 |
| Flugmasse             | 322 kg                                 |
| Reichweite            | 92 km                                  |
| Höchstgeschwindigkeit | 185 km/h                               |
| Triebwerk             | ein Williams Research WRC-19 Turbofan  |
| Schub                 | 1,9 kN                                 |